# ジャグディーシュプル

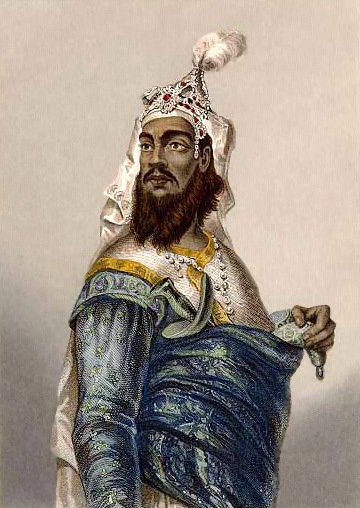
クンワル・シング

ジャグディーシュプル（ヒンディー語：जगदीशपुर、Jagdispur/Jagdishpur）は、インドのビハール州、ボージュプル県の都市。

## 歴史
ジャグディーシュプルは大ザミーンダールのクンワル・シングの拠点であり、1857年にインド大反乱が勃発すると彼もこれに加わった。
だが、1858年にイギリスに占領され、クンワル・シングは戦死した。